# Division 2 1970/71
Die Division 2 1970/71 war die 32. Austragung der zweithöchsten französischen Fußballliga. Es war die erste Spielzeit, in der für die teilnehmenden Vereine die Annahme des professionellen Status nicht mehr zwingend vorgeschrieben war; vielmehr handelte es sich ab 1970 um eine offene Meisterschaft mit Profis und Amateuren.

## Vereine
Teilnahmeberechtigt waren die 13 Vereine, die nach der vorangegangenen Spielzeit weder in die erste Division aufgestiegen waren noch ihre Lizenz – freiwillig oder gezwungen – abgegeben hatten; weiters kam mit dem FC Rouen ein freiwilliger Erstligaabsteiger hinzu, dessen Mannschaft nur noch aus Amateuren bestand. Außerdem wurden aufgrund einer Neuordnung der zweiten Liga insgesamt 32 bisherige Amateur- sowie zwei Reserveteams neu aufgenommen.
Diese 48 Teilnehmer spielten in drei nach regionalen Gesichtspunkten eingeteilten Gruppen. Aufstiegsberechtigt waren nur die jeweiligen Gruppensieger. Neu war weiterhin, dass ein automatischer Abstieg in die höchste reine Amateurliga, das zu dieser Saison ebenfalls neu gebildete Championnat National, eingeführt wurde, von dem die jeweiligen 16.-Platzierten der Gruppen sowie der nach Punkten schlechteste 15.-Platzierte betroffen waren. Bis dahin hatte es einen direkten Auf- und Abstieg in Abhängigkeit vom sportlich erzielten Ergebnis lediglich zwischen erster und zweiter Profi-Division gegeben; ein regelmäßiger Abstieg in die dritthöchste Spielklasse existierte hingegen nur unmittelbar nach dem Zweiten Weltkrieg für einige Jahre. Eine Aufstiegs-Relegation zwischen den am schlechtesten platzierten Erstligisten, die nicht direkt abstiegen, und den besten, nicht direkt aufstiegsberechtigten Zweitligisten gab es diesmal nicht.

## Saisonverlauf
Jede Mannschaft trug gegen jeden Gruppengegner ein Hin- und ein Rückspiel aus, einmal vor eigenem Publikum und einmal auswärts. Es galt die Zwei-Punkte-Regel; bei Punktgleichheit gab die Tordifferenz den Ausschlag für die Platzierung. In Frankreich wird bei der Angabe des Punktverhältnisses ausschließlich die Zahl der Pluspunkte genannt; hier geschieht dies in der in Deutschland zu Zeiten der 2-Punkte-Regel üblichen Notation.
In zwei der drei Ligastaffeln sicherten sich Neulinge den Gruppensieg und damit den Aufstieg, wobei aber nur Paris SG diese Bezeichnung tatsächlich verdiente, während Lille seit 1932 nur für sehr wenige Spielzeiten nicht im Profibereich vertreten war. Gerade in der Nordgruppe besaßen mit Chaumont und Lens auch zwei weitere Zweitligarückkehrer bis zum Ende der Saison noch Chancen auf den ersten Rang. Im Süden hingegen setzte Monaco sich souverän durch, und mit der US Toulouse – Nachfolger des Toulouse FC – folgte dort der bestplatzierte Neuling mit großem Rückstand erst auf Platz sechs. Auch am jeweiligen Tabellenende rangierten mit Merlebach, Le Havre und Alès drei Neue, von denen aber die beiden Letztgenannten gleichfalls schon zahlreiche Jahre im professionellen Spielbetrieb verbracht hatten. Sie wurden von Grenoble als punkteärmstem Fünfzehnten in die dritte Liga begleitet; Außerdem beendete der Verband das Experiment, Reservemannschaften an der Division 2 teilnehmen zu lassen, nach nur einer Saison; Strasbourgs Zweite hätte die Liga allerdings ohnehin verlassen müssen, weil die erste Elf im Sommer 1971 aus der höchsten Spielklasse abgestiegen war.
In den 720 Begegnungen wurden 1.879 Treffer erzielt; das entspricht einem Mittelwert von 2,6 Toren je Spiel und stellte hinter 1966/67 den zweitniedrigsten Wert in der Ligageschichte dar. Die jeweils erfolgreichsten Torjäger der drei Gruppen waren im Norden Yves Triantafilos (Boulogne), im Zentrum Robert Blanc (Limoges) und im Süden Emmanuel Koum (Monaco), die alle 20 Treffer erzielten – ein neuer Negativrekord. Zur folgenden Spielzeit kamen mit Racing-Pierrots Strasbourg-Meinau, US Valenciennes-Anzin und CS Sedan drei Absteiger aus der Division 1 hinzu. Außerdem stiegen aus der dritthöchsten Liga AC Mouzon, AC Évreux, CA Mantes, ES La Rochelle, CS Cuiseaux-Louhans und FC Martigues auf, so dass dann weiterhin drei 16er-Gruppen gebildet werden konnten.

## Abschlusstabellen

### Gruppe Nord
| Pl. | Verein                            | Sp. | S  | U  | N  | Tore    | Diff. | Punkte |
| --- | --------------------------------- | --- | -- | -- | -- | ------- | ----- | ------ |
| 1.  | OSC Lille (N)                     | 30  | 19 | 6  | 5  | 056:250 | +31   | 44:16  |
| 2.  | EAC Chaumont (N)                  | 30  | 17 | 8  | 5  | 042:190 | +23   | 42:18  |
| 3.  | Racing Lens (N)                   | 30  | 18 | 5  | 7  | 052:340 | +18   | 41:19  |
| 4.  | US Grand Boulogne                 | 30  | 15 | 9  | 6  | 054:400 | +14   | 39:21  |
| 5.  | EB Fontainebleau-Nemours (N)      | 30  | 9  | 14 | 7  | 043:310 | +12   | 32:28  |
| 6.  | US Dunkerque                      | 30  | 11 | 10 | 9  | 042:360 | +6    | 32:28  |
| 7.  | Racing-Pierrots Strasbourg II (N) | 30  | 12 | 7  | 11 | 043:450 | −2    | 31:29  |
| 8.  | FC Mulhouse (N)                   | 30  | 9  | 11 | 10 | 032:370 | −5    | 29:31  |
| 9.  | Racing Franc-Comtois Besançon     | 30  | 9  | 10 | 11 | 040:410 | −1    | 28:32  |
| 10. | SC Amiens (N)                     | 30  | 9  | 10 | 11 | 039:500 | −11   | 28:32  |
| 11. | Troyes Aube Football (N)          | 30  | 8  | 11 | 11 | 031:330 | −2    | 27:33  |
| 12. | Racing Paris-Joinville            | 30  | 9  | 9  | 12 | 036:510 | −15   | 27:33  |
| 13. | FC Sochaux II (N)                 | 30  | 8  | 7  | 15 | 033:480 | −15   | 23:37  |
| 14. | AC Cambrai (N)                    | 30  | 6  | 10 | 14 | 044:520 | −8    | 22:38  |
| 15. | AS Creil (N)                      | 30  | 8  | 5  | 17 | 032:470 | −15   | 21:39  |
| 16. | SO Merlebach (N)                  | 30  | 2  | 10 | 18 | 027:570 | −30   | 14:46  |

Platzierungskriterien: 1. Punkte – 2. Tordifferenz – 3. geschossene Tore

| (N) | Neuaufsteiger |

### Gruppe Zentrum
| Pl. | Verein                         | Sp. | S  | U  | N  | Tore    | Diff. | Punkte |
| --- | ------------------------------ | --- | -- | -- | -- | ------- | ----- | ------ |
| 1.  | Paris Saint-Germain (N)0000000 | 30  | 17 | 11 | 2  | 052:230 | +29   | 45:15  |
| 2.  | FC Rouen (A)                   | 30  | 16 | 9  | 5  | 053:250 | +28   | 41:19  |
| 3.  | FC Limoges                     | 30  | 13 | 10 | 7  | 052:350 | +17   | 36:24  |
| 4.  | EDS Montluçon (N)              | 30  | 13 | 9  | 8  | 056:390 | +17   | 35:25  |
| 5.  | Stade Brest (N)                | 30  | 11 | 13 | 6  | 049:390 | +10   | 35:25  |
| 6.  | FC Lorient                     | 30  | 13 | 8  | 9  | 044:310 | +13   | 34:26  |
| 7.  | US Quevilly (N)                | 30  | 11 | 12 | 7  | 044:360 | +8    | 34:26  |
| 8.  | AAJ Blois (N)                  | 30  | 13 | 8  | 9  | 033:350 | −2    | 34:26  |
| 9.  | US Le Mans (N)                 | 30  | 9  | 11 | 10 | 036:400 | −4    | 29:31  |
| 10. | LB Châteauroux (N)             | 30  | 6  | 12 | 12 | 032:400 | −8    | 24:36  |
| 11. | Stade Quimper (N)              | 30  | 4  | 16 | 10 | 024:450 | −21   | 24:36  |
| 12. | Stade Laval (N)                | 30  | 7  | 9  | 14 | 030:490 | −19   | 23:37  |
| 13. | FC Bourges (N)                 | 30  | 7  | 9  | 14 | 028:460 | −18   | 23:37  |
| 14. | SM Caen (N)                    | 30  | 8  | 6  | 16 | 029:460 | −17   | 22:38  |
| 15. | Stade Poitiers PEP (N)         | 30  | 4  | 14 | 12 | 025:440 | −19   | 22:38  |
| 16. | Le Havre AC                    | 30  | 6  | 7  | 17 | 037:490 | −12   | 19:41  |

Platzierungskriterien: 1. Punkte – 2. Tordifferenz – 3. geschossene Tore

| (A) | Absteiger aus der Division 1 1969/70 |
| (N) | Neuaufsteiger                        |

### Gruppe Süd
Platzierungskriterien: 1. Punkte – 2. Tordifferenz – 3. geschossene Tore

| (N) | Neuaufsteiger |

## Ermittlung des Meisters
Die drei Gruppensieger traten in einer einfachen Punkterunde auf neutralen Plätzen gegeneinander an; die Mannschaft, die dabei das beste Gesamtergebnis erreichte, gewann den diesjährigen Titel eines Meisters der zweiten Liga.
| Pl. | Verein              | Sp. | S | U | N | Tore    | Diff. | Punkte |
| --- | ------------------- | --- | - | - | - | ------- | ----- | ------ |
| 1.  | Paris Saint-Germain | 2   | 1 | 1 | 0 | 006:400 | +2    | 03:10  |
| 2.  | AS Monaco           | 2   | 0 | 2 | 0 | 004:400 | ±0    | 02:20  |
| 3.  | OSC Lille           | 2   | 0 | 1 | 1 | 004:600 | −2    | 01:30  |

|                     | Ergebnis |                     |
| ------------------- | -------- | ------------------- |
| AS Monaco           | 2:2      | Paris Saint-Germain |
| OSC Lille           | 2:2      | AS Monaco           |
| Paris Saint-Germain | 4:2      | OSC Lille           |